# Zola Maseko
Zola Maseko (nacido en 1967) es un director de cine y guionista de Suazilandia. Se destaca por sus documentales relacionados con la xenofobia. 

## Biografía
Maseko nació en el exilio en 1967 y se educó en Suazilandia y Tanzania. Después de mudarse al Reino Unido, se graduó de la Escuela Nacional de Cine y Televisión en Beaconsfield en 1994. Su primera película fue el documental Dear Sunshine, lanzado en 1992. Participó en varias campañas de guerrilla de UMkhonto we Sizwe (MK).

## Carrera
Se mudó a Sudáfrica en 1994 y escribió The Foreigner, un cortometraje de ficción sobre la xenofobia en este país. En 1996, mientras conducía hasta su casa, un asaltante le apuntó con un arma  y disparó dos veces. El delincuente huyó después de que el arma no disparó. Poco después, recibió una llamada del agresor, quien dijo: "Pensé que [era] un extranjero. Somos un grupo de justicieros matando extranjeros. No los queremos aquí".
En 1998 dirigió The Life and Times of Sarah Baartman, un documental de 53 minutos sobre una mujer llamada Sarah Baartman en la época colonial. Ambientado entre 1810 y 1815, relata la historia real de una mujer de 20 años que viaja a Londres desde Ciudad del Cabo. La mujer es llevada a Francia en 1814 y desde entonces se convierte en objeto de investigación científica. Las técnicas cinematográficas de Maseko se emplearon para representarla como una especie subhumana, enfatizando el prejuicio racial contra los africanos negros en Europa durante la época imperialista. Aclamado por la crítica, obtuvo muchos premios, incluido el de Mejor Documental Africano en el Festival Panafricano de Cine y Televisión de Uagadugú 1999  (FESPACO) , Mejor Documental en el Festival de Cine Africano de Milán de 1999 y un premio en el African Literature Association Conference Film Festival 2001.
Otros de sus cortometrajes incluyen Children of the Revolution y A Drink in the Passage, lanzados en 2002. Este último ganó el Premio Especial del Jurado en FESPACO.
Su primer largometraje, Drum, fue estrenado en 2004. Ambientada en la década de 1950 en Johannesburgo, habla de la revista del mismo nombre y se centra específicamente en Henry Nxumalo, un periodista que protesta contra el apartheid. Recibió el primer premio Semental Dorado de Yennenga, además de un premio en efectivo de 10 millones de francos CFA ( US $ 20.000) en la ceremonia de clausura del FESPACO en 2005, siendo el primer sudafricano en hacerlo, además Drum fue la primera película en inglés en ganar el premio desde 1989.
También trabajó en la serie de televisión Homecoming, que narra las aventuras de tres luchadores MK intentando encajar con el resto de Sudáfrica. Maseko también trabajó en Liverpool Leopard, su segundo largometraje.
En 2017 dirigió y escribió la adaptación cinematográfica de la novela de 2006 de Zakes Mda The Whale Caller.

## Filmografía
- The Foreigner (1997)
- The Life and Times of Sara Baartman (1998)
- The Return of Sarah Baartman (2002)
- Children of the Revolution (2002)
- A Drink in the Passage (2002)
- Drum (2004)
- The Whale Caller (2017)